# Martin de Funes
Martin de Funes (Valladolid, 1560 – Colle di Val d'Elsa, 24 febbraio 1611) è stato un religioso spagnolo.

## Biografia
Martin de Funes fu un gesuita, fondatore della “Scuola Gesuita” di Santa Fe di cui fu anche il primo rettore.
Assieme a Giovanni Leonardi e  Juan Bautista Vives y Marja il 25 marzo 1608 scrisse a papa Paolo V una lettera/memoriale allo scopo di riaccendere lo spirito missionario della Chiesa, con particolare riferimento alle terre del Sudamerica. Da queste idee nascerà, in seguito, il Collegio Missionario di Propaganda Fide che doveva accogliere ed educare i sacerdoti provenienti dalle nuove terre per poi farli tornare nei luoghi di origine per predicare e diffondere la fede di Cristo.
Fu un personaggio scomodo per le sue idee volte a difendere la causa delle “reduciones” (le “reduciones” erano villaggi in cui gli Indios erano avviati al lavoro dei campi, all'uso del denaro ed alla religione cattolica) del Paraguay e far cessare il genocidio e la schiavitù degli Indios.
Il memoriale che era stato inviato al Papa, che aveva dimostrato di gradirlo, andava a toccare i legami esistenti tra i religiosi regolari e la corona di Spagna, parlava delle gelosie tra i vari ordini religiosi che, timorosi di perdere i loro privilegi, erano ostili verso i religiosi secolari e la loro partecipazione alle missioni.
Con le tesi esposte nel documento si tendeva alla realizzazione di una congregazione missionaria di religiosi secolari che avrebbero dovuto fare voto di povertà e che, dopo un'accurata preparazione spirituale, avrebbero avuto, alle dirette dipendenze della Chiesa e del papa, lo scopo di convertire gli infedeli di tutto il mondo. Questo avrebbe avuto come risultato il ritorno alla centralità della Chiesa e del Papa nella propagazione della fede, relegando i laici al solo ruolo di collaboratori della Chiesa; e tra i laici erano compresi i re.
Il memoriale era però stato scritto senza il consenso dei suoi superiori e fu probabilmente portato a conoscenza del padre generale della Compagnia, Claudio Acquaviva, proprio dal papa stesso in quanto firmatario risultava un gesuita.
Fu quindi invitato dal padre generale della Compagnia, Claudio Acquaviva, che non aveva gradito il contenuto del memoriale, a lasciare Roma ed a trasferirsi in una casa della Compagnia in Spagna; ma, nonostante anche l'intervento diretto di Paolo V, che lo aveva invitato ad adeguarsi alle direttive del suo superiore, anziché tornare in Spagna, forte forse dell'incoraggiamento ricevuto dal Papa, trovò rifugio nello Stato di Milano, presso il governatore Fuentes. Fu quindi espulso dall'ordine come ribelle.
Il Funes, proveniente e forse in fuga da Como e diretto a Roma dal Papa per perorare la sua causa, fece tappa a Colle di Val d'Elsa. Qui fu ospitato, nel suo palazzo, da Usimbardo Usimbardi. La famiglia Usimbardi era molto potente: Usimbardo Usimbardi fu il primo vescovo di Colle di Val d'Elsa; il fratello Pietro Usimbardi era vescovo di Arezzo, mentre un altro fratello, Lorenzo, già segretario del granduca Francesco I de' Medici, ricopriva importanti cariche alla corte Granducale.
Sembra che l'Usimbardi sia stato invitato dai Medici a bloccare la partenza per Roma di Martin de Funes, che nella notte tra il 23 ed il 24 febbraio fu colto da malore. Morirà il 24 febbraio 1611.
I sospetti di un avvelenamento sono più che legittimi se si pensa agli intrecci politici esistenti all'epoca: il capo dei gesuiti era Claudio Acquaviva, imparentato con la Casa d'Aragona; Cosimo II, allora granduca di Toscana, aveva sposato Maria Maddalena d'Austria, sorella di Margherita d'Austria, regina di Spagna. Si aggiunga che il Papa era timoroso di compromettere i buoni rapporti esistenti tra lo Stato Pontificio e la Spagna qualora avesse preso posizione negli affari interni alla Compagnia di Gesù, il cui fondatore Sant'Ignazio di Loyola sarà beatificato nel 1609.
Martin De Funes fu sepolto il 25 febbraio nella Chiesa di Santa Maria in Via delle Romite a Colle di Val d'Elsa.